# Usina Termelétrica TermoRio
A Usina Termelétrica TermoRio é uma usina de energia localizada no município de Duque de Caxias, no estado do Rio de Janeiro.

## Histórico
Construída pelo consórcio formado pela Petrobras, PRS e Sideco, foi instalado em no distrito de Campos Elíseos, ao lado da Refinaria de Duque de Caxias (Reduc), com investimentos de aproximadamente US$ 740 milhões. 
Na época de sua instalação, era a maior usina termelétrica da América do Sul, gerando energia suficiente para abastecer uma cidade de 4,5 milhões de pessoas e consumindo 5,5 milhões de m³ de gás natural para atender a esta capacidade.
Posteriormente, a Petrobras adquiriu a participação acionária dos sócios.
Até 1999, o Rio de Janeiro importava cerca de 60% da energia elétrica consumida. Com a entrada em operação da usina, o estado passou a ter um excedente de 20% na capacidade de geração elétrica em relação ao consumo.
Foi inaugurada em 31 de maio de 2006 como Usina Termelétrica Governador Leonel Brizola, com capacidade para produzir 1.040 MW.

## Capacidade energética
A Usina Termorio tem potência instalada de 1.058 MW. É a maior usina termelétrica da Petrobrás e uma das maiores do Rio de Janeiro.
A usina tem seis turbinas a gás e três a vapor. A operação se dá através de ciclo combinado, sistema com maior eficiência energética. 
Foi construída uma linha de transmissão com 13,7 km, pela qual a energia elétrica produzida pela termelétrica é transportada à subestação de São José, de Furnas, em Belford Roxo (RJ), passando a integrar o Sistema Interligado Nacional (SIN).